# Дерешин
Дерешин, Джершин — гірський потік в Україні у Стрийському районі Львівської області. Правий доплив Опору (басейн Дністра).

## Опис
Довжина потоку 4 км, найкоротша відстань між витоком і гирлом — 3,83  км, коефіцієнт звивистості річки — 1,04 . Формується багатьма гірськими струмками.

## Розташування
Бере початок між горами Шаробяка (1178 м) та Кудрявець (1242 м) у національному природному парку Сколівські Бескиди. Тече переважно на південний захід і у селі Гребенів впадає у річку Опір, праву притоку річки Стрию.

## Цікаві факти
- У селі Гребенів біля гирла потік перетинає автошлях Т 1424[4] (автомобільний шлях територіального значення у Львівській області. Проходить територією Сколівського району через Сколе — Славське. Загальна довжина — 24 км.).

- Навколо потоку існують туристичні маршрути[1].